# 54e régiment d'artillerie coloniale
Pour les articles homonymes, voir 54e régiment.
Le 54e régiment d'artillerie coloniale est une unité des troupes coloniales de l'Armée française, existant en 1940 sous un format réduit à un seul groupe.

## Historique
Le IIe groupe du 54e régiment d'artillerie coloniale (II/54e RAC) est créé en 1940. Stationné à Vallauris et commandé par le chef d'escadron de Colbert, il est rattaché à l'Organe de défense côtière I de Nice. Le régiment est dissous sans avoir combattu.